# Forrest B. Royal
Pour les articles homonymes, voir Royal.
Forrest B. Royal (10 février 1893 – 18 juin 1945) est un rear admiral américain qui a notamment servi lors de la Seconde Guerre mondiale.

## Biographie
Forrest B. Royal est née à New York le 10 février 1893. Il sort diplômé de l'Académie navale d'Annapolis en 1915. 
En 1936, il atteint le grade de commander, et prend le commandement du destroyer USS Porter, premier navire de sa classe.
En octobre 1941, il est fait captain et nommé commandant du croiseur USS Milwaukee de classe Omaha.
En juin 1944, il est élevé au grade de rear admiral et il est nommé commandant du Groupe Amphibie 6. Avec ce dernier, il participe aux assauts sur Leyte, Luçon, Mindanao et Bornéo au cours de la guerre du Pacifique. Il est notamment chargé de transporter les troupes australiennes et néerlandaises vers Bornéo en commandant le Task Group 78.1, et il dirige le débarquement des troupes à Tarakan et Labuan,.  
Il meurt d'une crise cardiaque le 18 juin 1945 à bord de son navire-amiral, l'USS Rocky Mount au large de Bornéo. L'USS Forrest Royal est nommé en sa mémoire.

## Promotion
| Insigne | Rang                      | Date             |
| ------- | ------------------------- | ---------------- |
|         | Rear admiral              | juin 1944        |
|         | Captain                   | 1er octobre 1941 |
|         | Commander                 | 1936             |
|         | Lieutenant commander      |                  |
|         | Lieutenant                | 1919             |
|         | Lieutenant (junior grade) |                  |
|         | Ensign                    | 1915             |